# (1494) Savo
(1494) Savo (aussi nommé 1938 SJ) est un astéroïde de la ceinture principale découvert le 16 septembre 1938 par Yrjö Väisälä à Turku. Il est nommé d'après la Savonie, région de la Finlande, dont est originaire Väisälä.